# 神秘小鎮大冒險角色列表
神秘小鎮大冒險角色列表列出《神秘小鎮大冒險》中出場的角色。

## 主角
- 潘·弟寶 （Mason "Dipper" Pines）

12岁，美宝的双胞胎弟弟，比姐姐晚5分钟出生。他是一个敏感、善良且热爱探险的男孩，喜欢在平凡的生活中破解谜团。在鎮中的森林裡發現了一本封面写着“3”的神祕手記，其中記載了葛利瀑布鎮的超自然事物和祕密，也促使她開始對於調查小鎮的異常產生濃厚的興趣。由於經常對解決謎團抱持過多熱情，造成许多人起初不太相信他提出的推论。被認為擁有超越同齡人的智慧，並且迫不及待想要長大後成為男子漢。在企劃事務上，總是習慣列清單，也會過度憂慮，不过也让他对葛利瀑布鎮的危险更加警惕；他也喜歡泡泡糖流行音樂。在兩季之間的短片集裡，弟寶是「弟寶的亂七八糟檔案」（Dipper's Guide to the Unexplained）的主角。
在第一季第五集憶述，弟寶在小時侯，被母親穿上綿羊套裝下唱歌及跳舞。
弟寶对溫蒂有很深的迷戀，即使后来明白自己由於各方面的現實差距 仍是無法成為溫蒂真正的男朋友，他也盡力嘗試為她做任何事。
一開始非常討厭派西卡，因為她常常欺負美寶，讓他的心裡對她始終充滿敵意，但在第二季第10集時，她出面拜託弟寶幫她的豪宅解決鬧鬼問題，後來弟寶告訴派西卡她的家族歷代劣跡讓她感到愧疚；在亡魂逃脫將豪宅內賓客與自己變成木頭人之際，派西卡違抗父母讓周圍居民參加派對，得以讓亡魂安息並讓在場所有人恢復原狀，從此她和弟寶對雙方的態度以及看法大大的改善。
Dipper一名來自額頭上的北斗七星胎記，而這只是他的綽號；虽然他的本名从来没在影集里出现，在官方發售的《Gravity Falls: Journal 3》中提及他的真名是Mason。
- 潘·美寶 （Mabel Pines）

12歲，弟寶的雙胞胎姐姐，比弟弟早5分鐘出生。她個性開朗活潑、積極向上並充滿活力，是一個古靈精怪又有點傻氣的女孩，喜歡用一系列帶有非常鮮豔顏色的針織毛衣和藝術品、工藝品表現自己。她的外向與好奇心經常幫助弟寶解決一些神祕問題，雖然她的糊塗也經常造成一些麻煩。美寶喜歡看戀愛小說和談戀愛，希望能交到一個吸血鬼男友。儘管她在葛利瀑布鎮沒有成功約會過一次，她仍然保持樂觀積極。她有一次去和吉登約會，但是當吉登試圖殺死弟寶時，這段感情就結束了。在第一季第8集中被美國第8.5任總統昆丁·齊布里用「合法」的程序任命為美國女議員，美寶便想「讓一切變得合法」；在第一季第9集中，美寶在園遊會上贏得了一隻豬，於是給他改名瓦多並當成寵物。
美寶多數時，都會拿起鐡鉤槍作後備。
美寶在暑假期間因為以為朋友疏離他而情緒低落，結果在「湮灭之日」期間關在比爾的幻想球，自己創造了美寶園，但在弟寶的說服下脫離自己的幻象。
美宝在「弟寶的亂七八糟檔案」中以配角出现，而她也有相应的短片集「美寶的生活指南」（Mabel's Guide to Life）。而美宝的角色原型是导演赫希自己的双胞胎姐姐阿瑞爾·赫希（Ariel Hirsch）。
- 潘·史坦利 / 史坦叔公（Stanley "Grunkle Stan" Pines）

弟寶和美寶的叔公，最突出的個性是自私且不易相處。他是葛利瀑布镇神祕屋的老闆，自稱「神秘先生」，稱他的商店為“世界上最奇異的博物館”，其實是一個詐騙觀光客的景點。史坦把大部分精力用於推銷，以高價格出售神祕小屋裡的小禮品來賺取暴利；又由於急於斂財，有些收入並不合法。甚至因為以賺錢為由進行偷竊或販賣而多次入獄。當他不營業時，會在家看電視，看的時侯有時會有情節中的過度反應。史坦常戴著一頂土耳其毯帽、拿根一端有寫著「8」圓球的手杖，和一個會罩住一隻眼睛的眼罩。史坦經常蠻橫地要弟寶和美寶做各種差事，但其實是疼愛著兩個晚輩，願意無條件全心全意保護他們。
第一季在弟寶和美寶到瀑布镇神祕屋後，開始讓他們留下來居住於神祕屋。但有時會因為希望神祕屋受歡迎而要兩孫做各種犯法事，同時因為知道警察會了解史坦犯罪而逃避警方追捕。史坦也有時對人來說有時比較煩。跟吉登是生意天敵，每當吉登想奪取神祕屋時，都會用徼妙方式阻止他。其實在他的神祕屋裡的自動販賣機後面，有一個隱藏的樓梯可以通到一個地下密室。在第一季的結局掲露，這個地方藏有一台大型機械設備，這個設備由三本手記才能啟動。史坦擁有封面寫「1」的第一本手記，吉登擁有第二本、弟寶則有第三本。等吉登被逮捕後，史坦利用三本手記重啟機器。
史坦有時會攜帶金色手指虎，為打擊敵人的武器以保護弟寶和美寶的安全。
第二季第11集中該裝置準備啟動，他的目的是要迎回他的雙胞胎哥哥、弟寶和美寶的另一個叔公「史坦福」。史坦叔公年輕時跟史坦福打架，卻不小心把他掉進機器內的時空，為了把史坦福救回來，先頂替他哥哥，亦開始經營神祕屋維持自己生計，而他本人真名是史坦利。
史坦福被救回後，史坦仍然因傳送門一事而生他的氣，至「湮灭之日」，為不讓比爾進入史坦福的腦而利用換衣服計劃騙比爾，史坦福利用記憶消除槍把他的記憶及比爾一併消除。幸而美寶展示過去經歷的相薄，讓他的回憶回歸從來。
阿歷克斯·赫希的祖父名叫史坦，史坦叔公便是以他為原型。
- 阿蘇（Jesus "Soos" Alzamirano Ramirez）[9]

22歲，是神祕小屋的拉丁裔水電工。他是弟寶和美寶的好朋友，身材大腹便便、長得像倉鼠一般可愛且童心未泯，喜歡參與各種活動。當雙胞胎需要時，他總是開車載著他們。相當笨拙，不太聰明，經常不慎犯錯。儘管如此，他也有許多才能，如修理機械、混音和玩彈珠台；也和弟寶一起玩所謂“男孩的事情”，如在微波爐裡加熱熱狗直到熱狗爆炸。“兄弟”（dude）一詞是他的口頭禪。在第二季第5集，當蘇斯和一款戀愛模擬遊戲的女主角吉芬妮（.GIFfany）「分手」後，他和來自波特蘭的女子美樂蒂（Melody）相戀並保持聯絡。第二季第8集，當天是阿蘇的生日7月13日，但是他不喜歡過生日，因為他從小就沒見過父親。最終，當史坦利和史坦福離開葛利瀑布鎮，他便接掌神秘小屋，並雇用美樂蒂為收銀員。
阿蘇的原型是赫希在加州藝術學院的同學Jesus Chambrot；赫希模仿同學「粗嘎」的嗓音來為阿蘇配音。
- 溫蒂（Wendy Corduroy）

一个成熟、顽皮、男性化的15歲女孩，是神祕小屋的一个兼職员工。善于交际、待人溫和，使她有很多同龄的好友。她是弟寶的暗戀對象，弟寶經常试图（不成功地）引起她的好感。温蒂曾自稱她过去有很多男朋友，最近一任的前男友是羅比。溫蒂是葛利瀑布鎮伐木工大胡子丹（Manly Dan）的長女，身高是四姊弟中最高；受家庭教育影響，她有許多特殊能力，比如伐木技巧、力氣大以及求生術等，因此多次替好友在險境中解圍。她最近的前男友是羅比，弟寶很鄙視他，将他视作情敌。在弟寶和羅比对立时，温蒂總是比較偏向弟寶。
- 潘·史坦福 / 史坦福 / 福德叔公（Stanford "Ford" Filbrick Pines）

本名「潘.史坦福」，雙手各有6根手指頭，是斯坦叔公的失蹤多時的雙胞胎哥哥。在不同場合下，他有多個暱稱，如「福德（叔公）」（Ford）或「作者」（The Author）。他是三本手記的作者，從1982年起失蹤三十年，直到第二季第11集才在神秘小屋地下室的機器從別的時空回來。
年輕時為了科學研究，他在葛利瀑布鎮定居，並建造一台大型傳送門（即「末日裝置」），不過因為自己自私為由拒絕關掉傳送門，跟麥加奇關係斷絕。自己認為可以更了解葛利瀑布鎮的古怪事情而找史坦幫忙，結果成為吵架戰，被史坦推進傳送門後，一度和比爾·賽佛合作以解決研究瓶頸，卻發現比爾要用它來入侵他的時空，於是和比爾斷絕關係。第二季第15集，史坦福拆毀傳送門，留下一個稱為「裂縫」的副產物，該物是比爾僅剩能入侵葛利瀑布鎮的入口，結果美寶不察把它交給比爾，引發「湮灭之日」（Weirdmageddon）。過程中史坦福被比爾擊敗，被變成金雕像、三本日志被焚燒，不過最後獲救，同時跟麥加奇回饋圑圓。史坦福憶述他和史坦利的性格過去如弟寶及美寶一樣，所以讓比爾進入他的腦，不過最終因為返衣服計劃而進入史坦利的，也在此利用記憶消除槍把他的記憶。「湮灭之日」後，他希望史坦利給他一次機會，讓出海環遊世界的夢想成真，最後，他與史坦利一同到出海冒險，一起探索世界上的異常現象，童年夢想終於成真。

## 次要角色
- 瓦多（Waddles）

美宝在遊乐园中猜体重赢得的一頭宠物猪，原本的名字是「十五磅老弟」（fifteen-poundy）。美寶相當溺愛牠，經常把牠帶在身邊，形影不離。「暑聖節」（Summerween）時，美寶把瓦多打扮成商人穿西裝的模樣並把照片做成梗圖。在第二季第6集時，瓦多在史坦叔公的故事裡曾像人一樣說話（英文版由尼爾·德葛拉司·泰森配音）。牠的名字是奧莉·瓦靈頓根據童年時養的豬取的，而阿歷克斯·赫希的姊姊阿瑞爾小的時候也曾夢想有一頭豬。
- 翁帕斯（Gompers）[22][23]

住在神祕屋附近的山羊。翁帕斯經常突然地、不請自來的出現在神祕屋裡。它曾經吃掉屋內所有的罐頭、史坦叔公的土耳其氈帽或者各種物品。牠的名字取自美國工會領袖龔帕斯，比爾·西佛曾說他「覺得翁帕斯這樣更好」。
- 菲德佛·哈卓·麥加奇（Fiddleford Hadron "Old Man" McGucket）

小镇的老疯子。儘管平日舉止瘋狂且鄙俗，但其實麥加奇是個機械大師，擅長製造各種巨大而複雜的機器人（水怪机器人、吉登机器人等等）以及化學藥劑（變聲藥水）；他的兒子也住在葛利瀑布鎮，但是因為他父親的癲狂而不再和他來往。1970年代，在前往和同學史坦福合作計畫以前，他在加州帕羅奧圖有如賈伯斯、比爾·蓋茲經營一人公司「Fiddleford Computermajigs」，後來成為史坦福的的助手，協助他研究葛利瀑布鎮的秘密。當計畫即將完成，他因為被「末日裝置」吸入，看到機器另一側的惡夢地帶，因而退出計畫並發明記憶刪除槍，刪除這段回憶，還成立了小鎮上的秘密組織「視而不見公會」；但在不斷濫用之下，副作用最終導致其精神異常，甚至失憶且發瘋。第二季第7集中，在弟寶和美寶的協助下，他找回自己的記憶並慢慢恢復理智，並在第10集，幫弟寶修好了電腦，卻用公式算出世界末日即將來臨，而這天就是比爾要毀滅世界的湮滅之日。
名字中「費德福」（Fiddleford）取自英國多塞特郡的費多福莊園，也預示他最終將買下並住進挪威特家族的豪宅。
- 吉登（"Lil'" Gideon Charles Gleeful）

年齡大概為10至11歲的小男孩，雖然是小孩但跟大人一樣十分聰明而且非常卑鄙狡詐有心機，持有封面標誌為2的第2本手記，最初登場為第一季第4集，自稱自己有神奇的力量，可以知道別人在想什麼，但其實只是他在葛利瀑布鎮上各家各戶裝隱藏攝影機，來監視小鎮居民來知道他們在想什麼。剛登場時對美寶熱烈追求，但美寶只想和他做朋友所以拒絕他，但吉登覺得是弟寶的錯所想殺掉弟寶，被美寶知道後，他和美寶連朋友也做不成了因此由愛生恨，從此痛恨潘氏一家人，一心想奪得神祕屋因為他覺得神祕屋有隱藏很多祕密，後來成功奪到神祕屋，還得到了弟寶的第三本手記，但他發現還有第1本手記的存在還以為在弟寶身上於是去追殺弟寶和美寶，最後被弟寶和美寶打敗，也被史坦揭穿自己有神奇的力量是騙人的事實，因此被警方逮補，第3本手記被弟寶拿回去，而他自己的第2本手記也被史坦悄悄拿走，在第一季結尾時入獄。
比爾到來時成為他的手下並統治著罪犯，但在弟寶的勸說下帶領罪犯們反抗比爾，但失敗被比爾下咒必須跳「可愛的舞蹈」，最後解除咒語，並在結局放下仇恨變回正常可愛的小孩（除了罪犯們仍聽他的話）
- 甘蒂 與 關妲（Candy and Grenda）

美寶最好的朋友，她们第一次见面是在一场神祕屋举办的派對上。甘蒂和關妲都被派西卡以及孩子輕视，因为她们有一些缺點（甘蒂個性內向，喜欢做一些奇怪的事情，比如将叉子綁在手指视作“人类的进步”；關妲身材壯碩，嗓音低沉）。美寶卻相當喜歡他們兩位，视作在葛利瀑布鎮的知心朋友。
两人很喜歡瓦多；在夏聖節中，他們用甘蒂的手机为它拍了很多照片。美宝和她们有很多共同点，比如她们都喜欢超自然/愛情小說、儿童杂志、1990年代风格的男孩乐队「美男時代」（Sev'ral Timez）。
- 派西卡（Pacifica Elise Northwest）

葛利瀑布鎮上最受歡迎的女孩，她來自鎮上望族挪威特家族，是公認小鎮創始人納撒尼爾·挪威特（Nathaniel Northwest）的玄孫女。她的個性冷漠、嬌生慣養，是美寶的死對頭，而且厭惡美寶的特立獨行；不過她相當也害怕違背父母的意思。她常常用其他人的不安來達到自己所要的目的，因此對美寶挑戰她的做法相當不悅；但第二季第3集後，和美寶一家的關係稍微緩和，甚至喜歡上美寶的弟弟弟寶。
在第二季第10集時，她出面拜託弟寶幫她的豪宅解決鬧鬼問題，後因得知家族歷代劣跡而感到愧疚；在亡魂逃脫將豪宅內賓客與弟寶變成木頭人之際，她違抗父母讓周圍居民參加派對，得以讓亡魂安息並讓在場所有人恢復原狀，從此她和弟寶對雙方的態度以及看法大大的改善。在「湮滅之日」，她的父母被比爾·賽弗抓獲，她逃到神秘小屋和潘家、鎮上居民一同對抗比爾。她的名字源自葛利瀑布鎮所在的地區，太平洋西北地區（Pacific Northwest）。
- 托比.狄特明（Toby Determined，美國配音:Gregg Turkington/台灣配音:鈕凱暘）

《葛利瀑布八卦報》記者，外表長相奇特，在夏聖節被眾人吐槽臉長的恐怖。有著私底下和女記者珊卓•何梅茲的紙板親熱的怪癖，在第二季時發現托比·狄特明是鎮上的祕密組織「視而不見公會」的成員之一。
- 布拉警長（Sheriff Blubs）和德蘭副警長（Deputy Durland）

葛利瀑布鎮的警察，布拉是警長，德蘭是副警長，兩人雖是警察卻相當不負責任又漫不經心，當有案件發生時兩人都裝作沒看到，而且十分愚蠢又笨，德蘭副警長甚至不識字，兩人常嘲笑弟寶為都市男孩（city boy）。
- 羅比（Robbie Stacey Valentino）

温蒂的前男友，为人阴险卑鄙，後來因被弟寶和史坦拆穿对温蒂实施催眠来强迫温蒂和他在一起后，两人分手，分手後还不停的纠缠温蒂想要復合，總是和弟寶做对並阻碍他和温蒂约会，擅长弹吉他并有自己的乐團。典型的小人，在第二季時發現羅比被「視而不見公會」刪除記憶過，被刪除的記憶是關於藍波麥斯米的記憶。第二季第9集在美寶的促合下和小譚成為了一對，和溫蒂之間的心結也解開，變回了朋友。
在比爾賽佛之環裡的符號為「有縫線的心」。
- 比爾·賽佛（Bill Cipher，美國配音:Alex Hirsch（艾力克斯·荷西）/台灣配音:鈕凱暘「第一季」，馬伯強「第二季」）

是一个强大的恶魔，沒有實體應該是一種類似靈魂的存在因此在一般情況下看不到他，只有在睡夢中的這種思想世界中才可看到他。可以通过咒语召唤他且可以進入到一个人的思想里面。
外型是是一个戴着一顶大礼帽，和一条蝶形领结的独眼黄色三角形。外表上类似上帝之眼。最初出场集數为「dreamscaperers」。他比吉登更聰明、卑鄙、心機更重還很有幽默感但生气时会变得可怕和疯狂。
在第一季第19集，吉登为了企图偷取史坦的神祕屋地契而召唤比尔。他们两个做了一笔交易，如果比尔进入史坦的精神里偷到了保险箱的密码，吉登最终得帮助比尔完成他的神祕的计划。他似乎有读取别人的思想记忆，转变形式，破译密码，并从他的眼睛和手指中发射激光的能力。在最后，比尔说他可以在「黑暗」到来时用上弟寶，美寶和阿蘇。
第二季時再度登場並找上了弟寶，對他說自從上一次被弟寶打敗後就一直在關注弟寶，還跟弟寶做了交易說如果幫自己一個忙就給弟寶日記作者的筆記型電腦密碼，急於破解密碼的弟寶就答應和他交易，但他耍了弟寶奪走了弟寶的身體，還摧毀了日記作者的筆記型電腦，說弟寶已經刺探真相太深了，這樣會妨礙到他的計畫，還想摧毀弟寶的第3本日記，幸好最後被美寶成功阻止，弟寶也成功奪回身體，在被打敗後告訴弟寶和美寶別高興太早還說即將有「大事發生」，後來所附身的玩偶被美寶在表演結束時要用掉的煙火炸飛，害美寶的另一段感情泡湯了。
第二季第15集中再度登場，在手記作者 潘·史坦福的意識中出現告訴史坦福一旦自己的計謀成功世界末日將會到來，這集裡也揭露了比爾和史坦福過去的關係。
在過去史坦福在葛利瀑布鎮上的研究遇到瓶頸，史坦福在鎮上的一個洞穴中看到了一幅關於比爾的壁畫史坦福無視壁畫的警告念了壁畫上的咒語，當天他熟睡時進入了一個奇異空間有一個人找上他，那個人就是比爾，比爾自稱自己是靈感之神每隔一世紀就會找上適合的天才將自己的知識分享給他，比爾就和史坦福進行了一段時間的合作，比爾還幫助和史坦福建立異世界傳送裝置也就是「末日裝置」，但是直到末日裝置完成後的第一次實驗時出了研究事故，比爾才終於顯露出自己真正的目的，比爾真正的目的是要利用史坦福打造末日裝置再利用它將自己和在異世界的同伴們傳送到這世界並蹂躪這世界，史坦福知道自己被欺騙了於是封印末日裝置並把記載了操作方法的三本手記隱藏起來，以避免比爾利用別人來開啟末日裝置。本集最後弟寶和史坦福在神秘屋外圍設下結界以避免比爾入侵屋裡其他人的意識，在另一空間觀察一切的比爾知道已經無法對神秘屋裡的人下手，因此決定從神秘屋的外面找到一個自己可以利用的棋子。最後控制布蘭丁，誘使美寶交出時空裂縫，放出時空罪犯，製造瘋狂，遭到所有鎮民阻止，並與史坦利的記憶一同消滅，結局最後閃過比爾屍體（石像）的畫面。

## 配角
- 諾曼

第一季第1集登場，美寶的第一任男朋友，和美寶在墓園中認識的，因為奇怪的行為而被弟寶誤會是殭屍，但其實真面目是由傑夫和其他4個矮人扮成的。
- 傑夫(Jeff)(美國配音:Alex Hirsch(艾力克斯．荷西)/台灣配音:馬伯強)

是葛利瀑布鎮中的超自然物種：矮人，第一季第1集和第一季第20集登場，是矮人中的領導，和其他矮人看上美寶而和5個同伴扮成諾曼，和美寶交往，之後美寶知曉其真面目而被拒絕，因此和同伴們綁架她逼她成為矮人的皇后，後來操控由同伴們組成的矮人巨人追殺弟寶和美寶，最後自己和同伴們被弟寶和美寶打敗。
- 福爾摩斯蠟像(美國配音: John Oliver /台灣配音:馬伯強) ，酷力歐蠟像(美國配音:/台灣配音:王希華) ，賴瑞.金蠟像(美國配音: Larry  king 台灣配音:王希華)

是葛利瀑布鎮中的超自然物種：蠟像，第一季第3集登場，白天時和同伴們都是普通的蠟像但是每當晚上時就開始有意識並且自由活動，其他同伴還有莎士比亞蠟像 成吉思汗蠟像等，為了報復史坦把它們關在儲藏室那麼多年而決定殺了史坦，但是被弟寶和美寶成功阻止，最後和同伴們都被燒掉，只有賴瑞金蠟像一個人倖存但只有頭，躲在神秘屋的通風管裡還給了美寶穿衣服的建議。
- 昆丁.齊布里(Quentin Trembley)(美國配音:/台灣配音:馬伯強)

美國歷史上第8.5任總統也是葛利瀑布鎮的真正創建者，第一季第8集登場，在1837年選舉獲得壓倒性的勝利，事實上是除了他以外的其他總統候選人都死光了才當選的，當選後很快就獲得了美國最傻的總統的稱號，他發動鬆餅戰爭，還任命六位寶寶為大法官，另外還提出了解放褲子的宣言，國情咨文更是慘不忍睹內容是:「吾人唯一感到恐懼的，應是會吃人的超級大蜘蛛。」，他被政府踢出去後逃到了一個偏遠山谷他把那個地方取名為:「葛利瀑布」，他就這樣創建了葛利瀑布鎮還讓人類和啄木鳥結婚合法，他的妻子至少有三任以上而且都是啄木鳥，最後在鎮上的墓園建立了自己的墓穴把美國的一些機密情資和財寶放在這裡，並把自己封印在堅硬的花生糖裡。就這樣從此政府以為他下落不明。美國政府把齊布里的存在從歷史上抹去，取代他的總統是美國第9任總統「威廉.哈里遜」，而小鎮的創建者則由鎮上鏟馬糞的工人「奈塞爾·挪威特」代替。在現代時因為美寶而從現代復活，因此很欣賞美寶，因為當年沒有簽屬正式的罷免令所以他現在還是於法有據的美國總統，在準備離開時給了弟寶自己的總統鑰匙和一張負值的美元鈔票，以及任命美寶為美國國會議員，回去政府後再度任命四位寶寶擔任大法官。
- 瑞吉(Reggie)

阿蘇的表哥，在第二季第5集中登場，有了女朋友並且準備訂婚。
- 吉芬妮(.GIFfany[10]/Giffany)

出自於一款遊戲《愛情學院7》（Romance Academy 7）的模擬女友，是一支富有真實感情且專一的程式。
在第二季第5集中登場。在因緣際會下被阿蘇買回遊玩。然而在被阿蘇買回之前已經有被退貨3次的紀錄。在遊戲背面還被貼上「不惜一切代價摧毀!!」（Destroy At all Costs!!）字條。她陪伴著阿蘇直到阿蘇遇見他「真正」的女朋友美樂蒂（Melody），當她知道阿蘇要為了美樂蒂而要將她退回遊戲店時，吉芬妮轉變成為恐怖女友，她開始運用她的魔力做出一連串強迫阿蘇留下的行為。最後她要將阿蘇的大腦下載到遊戲裡逼阿蘇跟她永遠在一起時，阿蘇將《愛情學院7》光碟放入他身旁的烤箱裡，並說「遊戲結束了，吉芬妮！」 光碟融化之後，吉芬妮也就跟著永遠消失了。
台灣配音為謝佼娟。
- 布蘭登(Blendin，美國配音:Justin Roiland台灣配音:馬伯強)

未來人，全名(布蘭丁.布蘭傑敏.布蘭登)(Blendin Blanjamin Blendin)
是來自西元 207̃012年的時間矯正人員也就是時間警察，衣服可以變換成各種環境的景色使自己隱身於周遭環境。時光機的外型大小就像一般的自動捲尺一樣。
在第一季第9集中登場，來到西元2012年時時光機被弟寶騙走，弟寶和美寶因此回到過去干擾了歷史，自己因此被誤會而被時間警察以干擾歷史的罪名逮捕，時間矯正人員的資格被取消還被判十的平方無期徒刑進入時空監獄，從此便無時無刻恨著弟寶和美寶並且想要報復他們兩個。
在第二季第8集中再度登場，為了向弟寶和美寶報復對他們提出了時間擂台賽的挑戰，但是後來輸給了他們，最後因為弟寶和美寶的幫助下恢復了時間矯正人員的資格還長出了頭髮。
第二季第17集中被比爾附身，誘騙美寶交出時空裂縫。
第二季第18集中世界末日到來，從未來帶來了時空寶寶和大批的時間異常矯正執法中隊的人員來逮捕比爾和他的同夥，只是比爾以壓倒性的力量消滅他們，九死一生的布蘭丁只好先撤退。

## 備註
1. ↑  關於此記憶是發生在第一季第10集。